# 11461 Wladimirneumann
11461 Wladimirneumann este o planetă minoră (asteroid), cu un diametru de 3,48 km, din centura de asteroizi. A fost descoperită pe 2 martie 1981 la Observatorul Siding Spring de Schelte J. Bus și a fost numită după Wladimir Neumann⁠(d). 
Obiectul prezintă o orbită caracterizată de o semiaxă mare de 2,2808209 UAi, o excentricitate de 0,1, o înclinație de 5,85573 ° în raport cu ecliptica.